# Кортиво (Верона)
Кортиво је насеље у Италији у округу Верона, региону Венето.
Према процени из 2011. у насељу је живело 37 становника. Насеље се налази на надморској висини од 400 м.